# Dioclea mollicoma
Dioclea mollicoma är en ärtväxtart som beskrevs av Adolpho Ducke. Dioclea mollicoma ingår i släktet Dioclea och familjen ärtväxter. Inga underarter finns listade i Catalogue of Life.